# .ac
ac. هو امتداد خاص بالعناوين الإلكترونية (نطاق) domain للمواقع التي تنتمي لجزيرة أسينشين.